# Зимові Олімпійські ігри 1964
Зимо́ві Олімпі́йські і́гри 1964, або IX Зимо́ві Олімпі́йські і́гри — міжнародне спортивне змагання із зимових видів спорту, яке проходило під егідою Міжнародного олімпійського комітету в місті Інсбрук (Австрія) з 29 січня по 9 лютого 1964 року.

## Вибори міста проведення
| Місто   | Країна    | 1-й раунд |
| Інсбрук | Австрія   | 48        |
| Калгарі | Канада    | 12        |
| Лахті   | Фінляндія | 1         |

## Види спорту
| - Біатлон (1) - Бобслей (2) - Гірськолижний спорт (6) - Ковзанярський спорт (8) - Лижне двоборство (1) | - Лижні гонки (7) - Санний спорт (3) - Стрибки з трампліна (2) - Фігурне катання (3) - Хокей (1) |

В дужках вказана кількість розіграних комплектів медалей.

## Учасники
В змаганнях взяв участь 1091 спортсмен (892 чоловіка та 199 жінок) з 36 країн.
| - Австралія (6) - Австрія (83) - Аргентина (12) - Бельгія (8) - Болгарія (7) - Велика Британія (36) - Греція (3) - Данія (2) - Індія (1) - Іран (4) - Ісландія (5) - Іспанія (6) |  | - Італія (61) - Канада (55) - Південна Корея (7) - КНДР (13) - Ліван (4) - Ліхтенштейн (6) - Монголія (13) - Нідерланди (6) - Об'єднана німецька команда (96) - Норвегія (58) - Польща (51) - Румунія (27) |  | - СРСР (69) - США (89) - Туреччина (5) - Угорщина (28) - Фінляндія (52) - Франція (24) - Чилі (5) - Чехословаччина (46) - Швейцарія (72) - Швеція (57) - Югославія (31) - Японія (47) |

В дужках зазначена кількість спортсменів від країни.

## Результати
Топ-10 неофіційного національного медального заліку:
| Місце | Країна     | Золото | Срібло | Бронза | Загалом |
| ----- | ---------- | ------ | ------ | ------ | ------- |
| 1     | СРСР       | 11     | 8      | 6      | 25      |
| 2     | Австрія    | 4      | 5      | 3      | 12      |
| 3     | Норвегія   | 3      | 6      | 6      | 15      |
| 4     | Фінляндія  | 3      | 4      | 3      | 10      |
| 5     | Франція    | 3      | 4      | 0      | 7       |
| 6     | Німеччина  | 3      | 3      | 3      | 9       |
| 7     | Швеція     | 3      | 3      | 1      | 7       |
| 8     | США        | 1      | 2      | 4      | 7       |
| 9     | Нідерланди | 1      | 1      | 0      | 2       |
| 10    | Канада     | 1      | 0      | 2      | 3       |